# Sáng mai tôi sẽ thức dậy và lấy trà nóng dội lên người
Sáng mai tôi sẽ thức dậy và lấy trà nóng dội lên người (Tiếng Czech: Zítra vstanu a opařím se čajem, Zi-tơ-ra vơ-sta-nu ơ ô-pa-rim xơ cha-yêm) là một bộ phim khoa học - viễn tưởng được phát bằng tiếng Czech của điện ảnh Tiệp Khắc.

## Nội dung
Chuyện phim kể về một kỹ sư bị Đức Quốc xã ép buộc phải chế tạo một cỗ máy có sức hủy diệt lớn trong giai đoạn cuối Thế chiến II, anh ta hoàn toàn không tin vào điều này và tìm mọi cách thoát thân.

## Diễn viên
- Petr Kostka — Jan Bureš, Karel Bureš
- Jiří Sovák — Klaus Abard
- Vladimír Menšík — Rudolf Kraus
- Vlastimil Brodský — Ing. Bauer

## Ê-kíp
- Giám đốc sản xuất: Jan Suster
- Âm nhạc: Karel Svoboda
- Dựng phim: Jan Kalis
- Biên tập: Zdenek Stehlík